# Svjetske ženske igre
Svjetske ženske igre su višešportsko natjecanje koje je bilo pokrenuto zbog toga što su žene bile malo zastupljene na Olimpijskim igrama. Organizirale su ih Alice Milliat i Međunarodni ženski športski savez (FSFI). Nosile su naziv "olimpijskih" sve dok se tomu nije usprotivio Međunarodni olimpijski odbor, nakon čega su nosile nazive Svjetskih ženskih igara.
Održale su se četiri puta između 1922. i 1934. godine. 

## 1922.
Prve ženske Olimpijske igre održale su se u Parizu. Trajale su jedan dan. 18 atletičarka natjecalo se u lakoj atletici pred 20.000 gledatelja.

## 1926.
Druge ženske olimpijske igre održale su se u Švedskoj u Göteborgu. Natjecale su se atletičarke iz deset država. Među njima bio je i Japan.

## 1930.
Treće svjetske ženske igre održale su se u češkom gradu Pragu. Međunarodni olimpijski odbor (MOO) prigovorio je FSFI-ju što rabi naziv "olimpijske" u nazivu svojih igara. Stoga su se MOO i IAAF (Međunarodni amaterski atletski savez složili da se atletičarska natjecanja na OI 1928. No, složili su se s time da se samo neka natjecanja uključe i to samo pokusno na OI 1928.
FSFI nije zadovoljila ova odluka. Nisu više rabile pridjev "olimpijske" za svoje igre, no ovog su puta organizirali 3. ženske svjetske igre u Pragu. Trajale su od 7. do 9. rujna 1930. godine. Sudjelovale je više od dvjesta sudionica iz 17 zemalja koje su se natjecale pred više od 15.000 gledatelja.
Hrvatske su hazenašice na 3. igrama osvojile srebrno odličje. To je odličje bilo prvo odličje na nekom svjetskom prvenstvu koju su osvojile Hrvatice. To je bilo na prvom SP-u u hazeni za žene, a koje se održalo na ovim igrama.

## 1934.
Četvrte svjetske ženske igre održale su se u Londonu 1934. godine. Hrvatske su hazenašice (igračice HŠK Concordije iz Zagreba) predstavljale Jugoslaviju i osvojile zlato.

## Poslije igara
Nakon otegnutih objašnjavanja između FSFI-ja s jedne strane te MOO-a i IAAF-a s druge, FSFI i jedna IAAF-ova komisija su se dogovorile da bi IAAF treba preuzeti nadzor nad svim međunarodnim ženskim atletskim natjecanjima, a da IAAF zauzvrat prizna sve FSFI-jeve rekorde, cijeli program ženskih olimpijskih natjecanja te da IAAF održi pete svjetske ženske igre u Beču 1938. godine. IAAF-ove kongres iz 1936. godine pristao je priznati FSFI-jeve rekorde, no što se tiče OI, jedino je pristao predložiti MOO-u ponešto prošireni program olimpijskih natjecanja (MOO je to odbio) te održati program ženskih natjecanja EP-a 1938. namjesto svjetskih ženskih igara. FSFI je prestao s radnjama a da pritom nije nikad prihvatio niti odbio IAAF-ove prijedloge.